# Verdampingswarmte

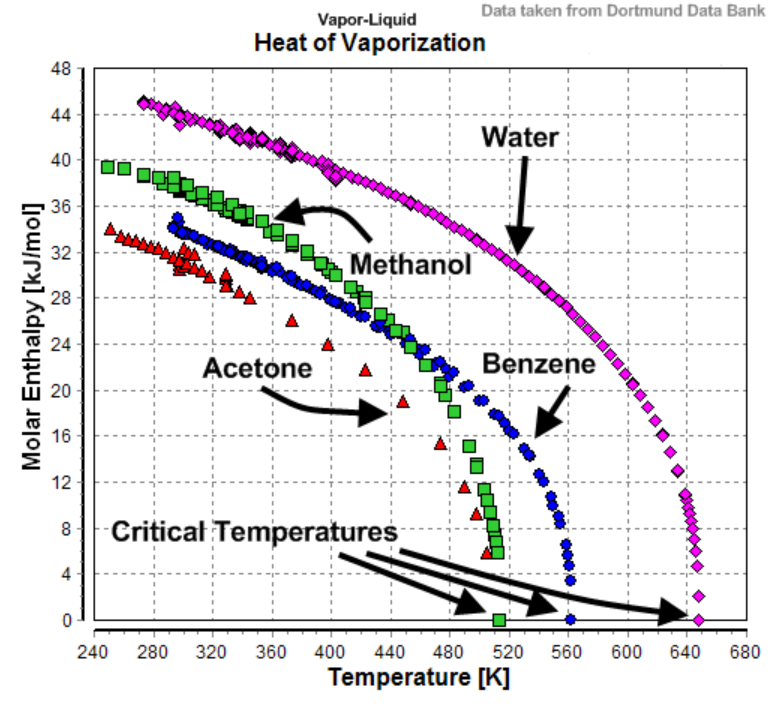
Verdampingswarmte van benzeen, aceton, methanol en water in functie van de temperatuur. Bij de kritische temperatuur is de verdampingswaarde nul.

De verdampingswarmte is de hoeveelheid warmte die nodig om een stof te laten verdampen, d.w.z. van een vloeibare toestand in gas om te zetten. Meestal wordt hier de verdampingsenthalpie mee bedoeld, waarbij men van een proces bij constante druk uitgaat. Het symbool voor verdampingsenthalpie is {\displaystyle \Delta _{\mathrm {vap} }H}.
De verdampingswarmte is een extensieve grootheid. Men spreek van de specifieke (of soortelijke) verdampingswarmte wanneer de warmte gegeven is per massa-eenheid (in kJ/kg, kcal/kg, Btu/lb, enz.), en van de molaire verdampingswarmte wanneer ze per stofhoeveelheid is uitgedrukt (in kJ/mol, kcal/mol, enz.).
Omgekeerd is de condensatiewarmte of -enthalpie van een stof numeriek gelijk aan de verdampingswarmte, maar heeft het een tegengesteld teken. Verdampingswarmte is positief (de stof neemt warmte op), en condensatiewarmte is negatief (de stof geeft warmte af).
De specifieke verdampingswarmte van water bedraagt 2256 kJ/kg bij standaardomstandigheden. Vergeleken met verwarmen van water kost verdampen van water veel energie. Om water één kelvin in temperatuur te laten stijgen, is er 4,19 kJ/kg·K aan warmte nodig. Dat is dus ruim 500× zo weinig als het verdampen van water.
Andere specifieke verdampingswarmten zijn bij standaardomstandigheden:
| Stof       | {\displaystyle \Delta _{\mathrm {vap} }H} (kJ/kg) |
| ---------- | ------------------------------------------------- |
| aceton     | 515                                               |
| ethanol    | 841                                               |
| aniline    | 435                                               |
| benzeen    | 393                                               |
| chloroform | 250                                               |
| kwik       | 301                                               |
| methanol   | 1110                                              |
| zwavelzuur | 511                                               |
| ammoniak   | 1815                                              |
| water      | 2256                                              |